# X-Gerät
X-Gerät (z niem. urządzenie X) – niemiecki system naprowadzania samolotów za pomocą fal radiowych używany przez Luftwaffe podczas nocnych bombardowań Wielkiej Brytanii. „X-Gerät” był następcą systemu „Knickebein”.

## Opis systemu
W skład systemu wchodziły cztery nadajniki emitujące fale radiowe. Jeden z nich emitował dwie szerokie wiązki fal na częstotliwości 65–75 MHz, w wyniku nałożenia się, których powstawała węższa wiązka prowadząca zwana też wiązką kursu celu. Wiązka ta wskazywała samolotowi drogę od nadajnika do celu. Sygnały wiązek szerokich miały charakterystyki jak w systemie lądowania bez widoczności Lorenza tzn. składały się na nią kropki i kreski alfabetu Morse’a, które w wyniku nałożenia się tworzyły sygnał wiązki prowadzącej. Pilot i obserwator samolotu dysponowali przyrządem, który pokazywał ewentualne odchylenia kursu samolotu od środka wiązki prowadzącej. Wiązki z pozostałych trzech nadajników przecinały się z wiązką prowadzącą w pewnych odległościach przed celem. Urządzeniem do ich odbioru dysponował obserwator. Pierwsza z nich była wskazaniem dla pilota, że musi lecieć dokładnie wzdłuż środka (o szerokości ok. 6–9 m) wiązki prowadzącej i stanowiła ostrzeżenie, że należy się spodziewać sygnału z drugiej wiązki. Druga wiązka (szerokości ok. 18–27 m) przecinała się z wiązką prowadzącą w odległości 30 km przed celem. Po odebraniu tego sygnału obserwator wciskał przycisk urządzenia do zwalniania bomb, które wyglądem przypominało zegar z trzema wskazówkami: zieloną, czerwoną i czarną. Wskazówka czarna i zielona zaczynały się wówczas przesuwać. Po przechwyceniu sygnału z trzeciego nadajnika, co następowało na 15 km przed celem, obserwator ponownie wciskał przycisk, co powodowało zatrzymanie wskazówki zielonej i czarnej oraz przesuwanie wskazówki czerwonej. W chwili, gdy wskazówka czerwona pokryła się z czarną, zamykał się obwód elektryczny powodując zrzut bomb. Dokładność tego systemu wynosiła ok. 90 m przy odległości od celu wynoszącej 320 km.

## Zastosowanie
Budowę nadajników systemu „X-Gerät” w północnej Francji zakończono na przełomie sierpnia i września 1940 r. Nosiły one w większości nazwy niemieckich rzek. W przeciwieństwie do poprzedniego systemu „Knickebein”, gdzie aparaturą umożliwiającą jego wykorzystanie dysponowały wszystkie niemieckie bombowce tamtego okresu wykorzystywane do nocnych lotów, w urządzenia pozwalające na naprowadzanie za pomocą systemu X-Gerät wyposażono tylko jedną jednostkę. Był to KGr 100 (bojowy dywizjon lotniczy 100) latający na samolotach typu Heinkel He-111, bazujący na lotnisku w Vannes w Bretanii. W związku z tym, że precyzyjnie bombardować mogła tylko niewielka liczba samolotów modyfikacji uległa niemiecka taktyka nocnych bombardowań. Samoloty z KGr 100 wyposażone w aparaturę systemu X-Gerät zrzucały nad celem flary i materiały zapalające naprowadzając w ten sposób resztę sił. Przy użyciu X- Gerät zbombardowano m.in. Birmingham w dniu 26 października 1940 r. Najbardziej znanym przykładem wykorzystania tej taktyki przez Luftwaffe jest bombardowanie Coventry w nocy z 14 na 15 listopada 1940 r. oznaczone kryptonimem „Sonata Księżycowa”. Tej nocy dwanaście samolotów z KGr 100 wskazało cel dla 499 samolotów, które zrzuciły 503 tony materiałów wybuchowych, powodując poważne zniszczenia. Od listopada 1940 r. system X-Gerät był zakłócany przez Brytyjczyków, co powodowało coraz mniejszą jego przydatność. W tym czasie Niemcy rozpoczęli użytkowanie systemu naprowadzania oznaczonego kryptonimem „Y-Gerät” lub „Wotan”.

## Przeciwdziałanie
Brytyjczycy szybko rozpracowali system „X-Gerät”, nazwany przez nich „River” i pod koniec września 1940 r. mieli gotową koncepcję jego zagłuszania. Postanowili zakłócać wiązki szerokie przy pomocy zmodyfikowanych radarów artyleryjskich, emitujących kreski alfabetu Morse’a. Urządzeniom tym nadano nazwę „Bromide” (Brom). Pierwsze z nich były gotowe na początku listopada 1940 r. Pracowały już w trakcie nalotu niemieckiego na Coventry, ale nie odniosły żadnego skutku, ponieważ wybrano wówczas niewłaściwą częstotliwość z jaką były emitowane sygnały, a niemieckie odbiorniki posiadały filtry, eliminujące tego typu zakłócenia.
Oprócz zakłócania samego systemu, stosowano metodę mającą na celu zmniejszenie skuteczności niemieckiej taktyki nocnych bombardowań. Polegała ona na tworzeniu fałszywych pożarów, które były brane przez załogi niemieckich bombowców za właściwe cele. W ten sposób część bomb spadała na puste pola, zamiast powodować zniszczenia w brytyjskich miastach.
W grudniu 1940 r. dokonano również nalotów na nadajniki systemu „X-Gerät”, ale nie stwierdzono skuteczności tego działania.